# Budd Hopkins
Budd Hopkins (Wheeling, Virgínia de l'Oest, 15 de juny de 1931- Nova York, 21 d'agost de 2011) fou una figura molt coneguda en el camp de la investigació ufològica, especialista en el fenomen de les abduccions extraterrestres. Va ser també pintor, escultor i articulista.